# Markus Kristan

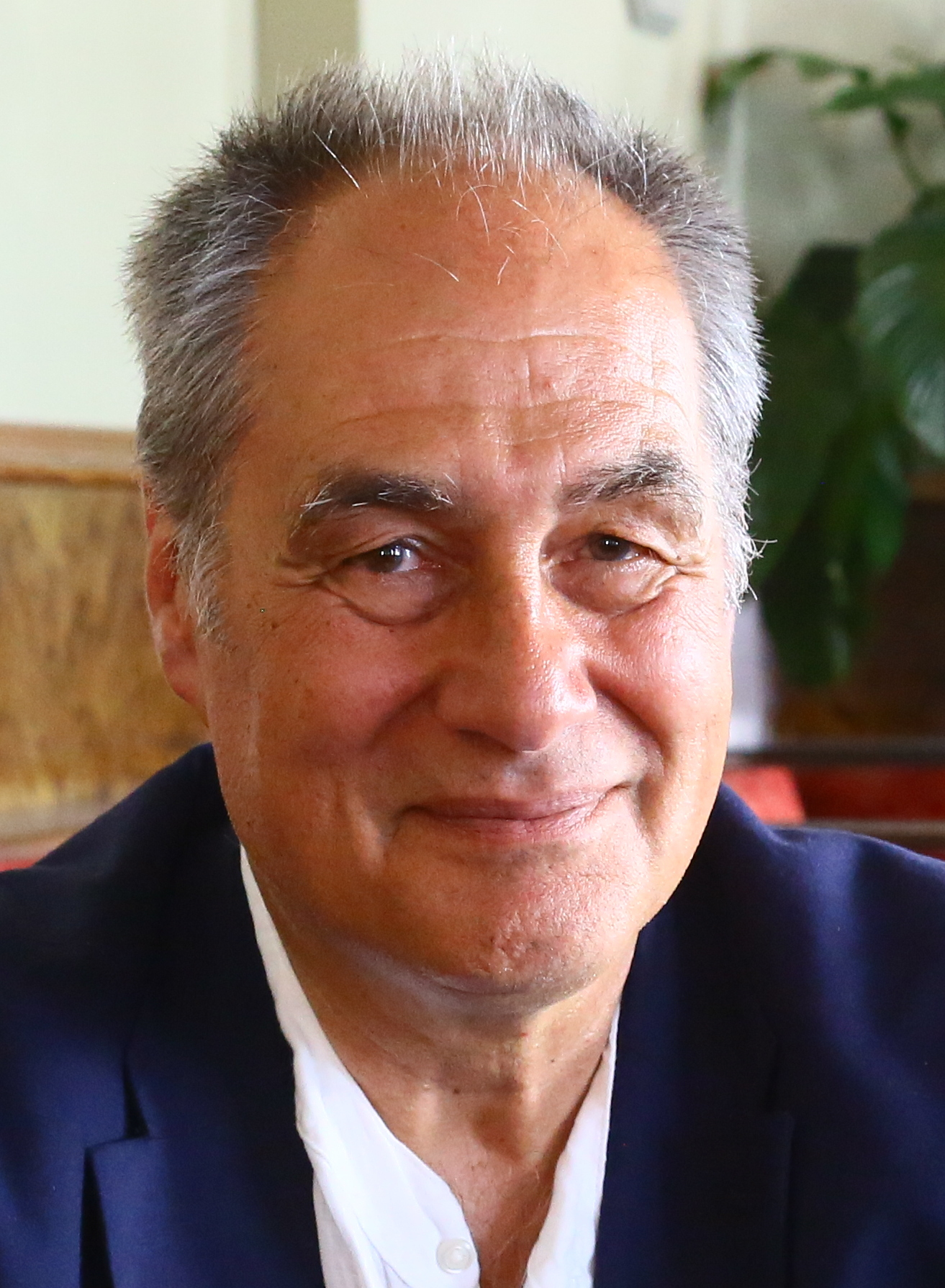
Markus Kristan, 2023

Markus Kristan (* 19. Juni 1957 in Wien) ist ein österreichischer Kunsthistoriker sowie Autor zahlreicher Publikationen und Fachgutachter.

## Leben
Markus Kristan wuchs in Wien auf und besuchte das Piaristengymnasium sowie die Rudolf Steiner-Schule Wien-Mauer. Er studierte von 1981 bis 1987 Kunstgeschichte, Geschichte und Archäologie an der Universität Wien.
Anschließend war er Mitarbeiter im österreichischen Bundesdenkmalamt und lehrte an der Graphischen Lehr- und Versuchsanstalt Wien.
Von 1993 bis 2022 war Kristan in der Albertina als Kurator der Architektursammlung tätig, er betreute ebendort das Adolf-Loos-Archiv, und gilt heute als einer der fundiertesten Experten für österreichische Architektur des 19., 20. und auch 21. Jahrhunderts.
Kristan lebt in Wien, er ist verheiratet und Vater zweier erwachsener Kinder.

## Wirken

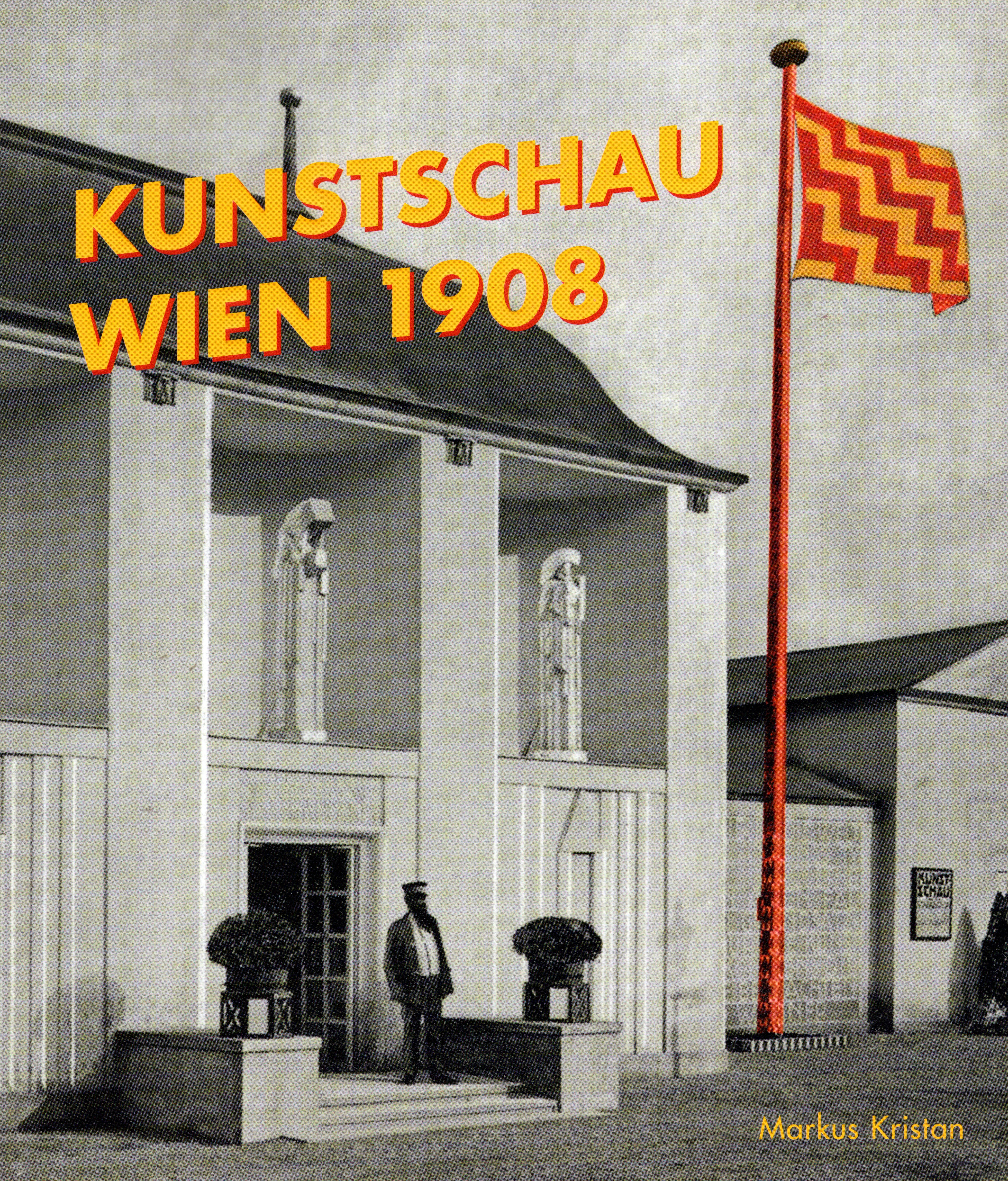
Kunstschau Wien 1908, Bibliothek der Provinz, Weitra 2016

Zahlreiche Veröffentlichungen, Vorträge, Gutachten, Interviews und Lesungen zur österreichischen Architektur des 19., 20. und 21. Jahrhunderts, u. a. über Ernst Epstein, Hubert Gessner, Otto Häuselmayer, Josef Hoffmann, Wilhelm Holzbauer, Clemens Holzmeister, Carl König, Martin Kohlbauer, Adolf Loos, Karl Mang, Dimitris Manikas, Oskar Marmorek, Charles Moreau, Manfred Nehrer, Gustav Peichl, Karl Schwanzer, Joseph Urban und Otto Wagner sowie Bauten österreichischer Architekten in Europa.
Diverse Auftritte als Experte in Film und TV sowie freischaffender Kunsthistoriker und Fachgutachter für architekturhistorische und kunsthandwerkliche Belange.

## Publikationen (Auswahl)

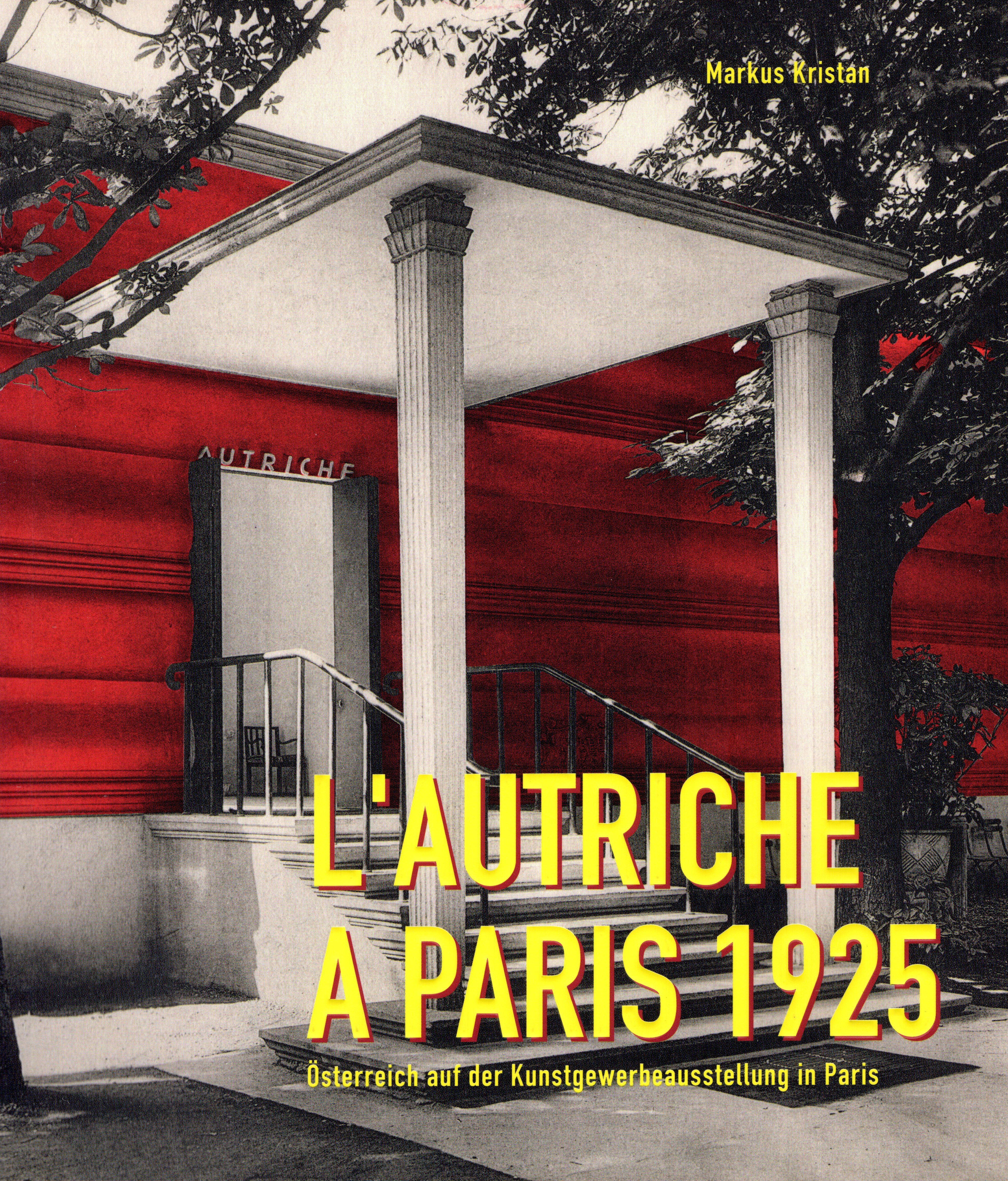
L’Autriche à Paris 1925 – Österreich auf der Kunstgewerbeausstellung in Paris, Bibliothek der Provinz, Weitra 2018

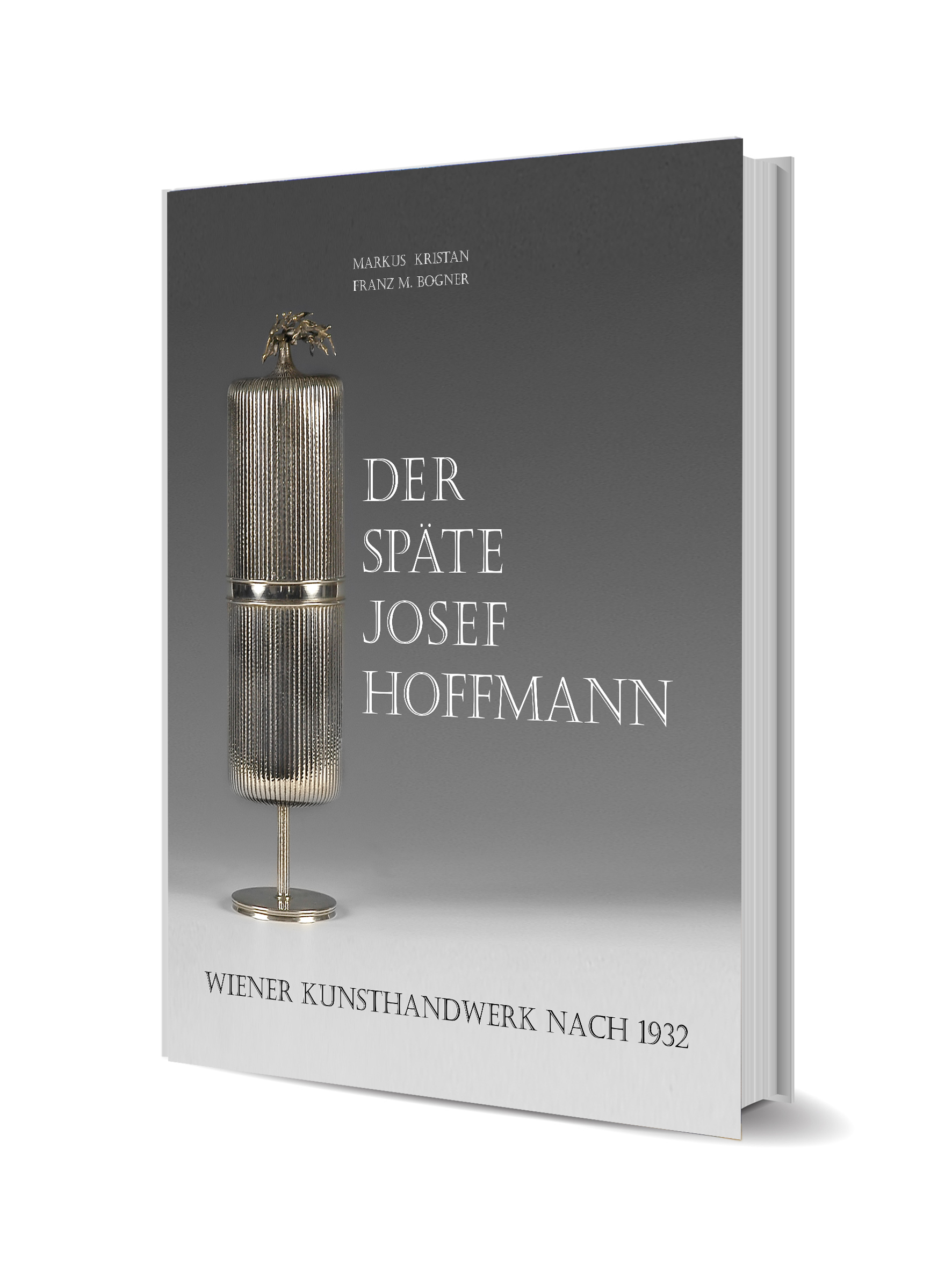
Der späte Josef Hoffmann – Wiener Kunsthandwerk nach 1932 (erschienen 2023)

- Jugendstilfenster im alten Österreich (gemeinsam mit Manfred Schmucker), Weingarten 1995
- Oskar Marmorek. Architekt und Zionist 1863–1909, Wien 1996
- Joseph Urban. Die Wiener Jahre des Jugendstilarchitekten und Illustrators 1872–1911, Wien 2000
- Adolf Loos. Wohnungen, Wien 2001
- Adolf Loos. Villen, Wien 2001
- Adolf Loos. Läden & Lokale, Wien 2001
- Bauten im Style der Secession. Architektur in Wien. 1900–1910, Wien 2002
- Otto Wagner. Villen, Wohn- und Geschäftshäuser, Interieurs, Wien 2002
- Otto Wagner. Ausgeführte Sakral-, Verkehrs- und öffentliche Bauten, Wien 2002
- Josef Hoffmann. Bauten & Interieurs, Wien 2002
- export. Austrian Architecture in Europe/Österreichische Architekten bauen für Europa, Wien / New York 2003
- Die Architektur der Wiener Ringstraße, Wien 2003
- Messe Wien (gemeinsam mit Gustav Peichl, Rudolf Mutz, Alfred Stalzer und Christoph Lechner), Wien / New York 2004
- Adolf Loos – Landhaus Khuner am Kreuzberg, Wien 2004
- Die Künstlerkolonie Hohe Warte, Wien 2004
- Martin Kohlbauer. Buildings and Projects. 1992–2005, Wien / New York 2005
- Soziale Bauten. Wien 1920–1938, Wien 2006
- Die Sechziger. Architektur in Wien 1960–1970, Wien 2006
- Kunst-Schauen Wien 1908, Wien 2008
- Adolf Loos. Hummer unter der Bettdecke. Delikates über den guten Geschmack, Wien 2011
- Hubert Gessner. Architekt zwischen Kaiserreich und Sozialdemokratie. 1871–1943, Wien 2011
- Peter Wechsler – Glas, in: Peter Wechsler – Glasobjekte, Katalog zur Verkaufsausstellung 9. November 2012 – 2. März 2013, Bel Etage Kunsthandel GmbH., Wien 2012, S. 5–21
- Ich warne Sie vor Josef Hoffmann! Adolf Loos und die Wiener Werkstätte, Wien 2014
- Frei und Losgelöst. Architekten der Meisterklasse Wilhelm Holzbauer, gemeinsam mit Dimitris Manikas, Basel 2015
- Die Architektur der Wiener Ringstraße. 1860–1900, Wien 2015
- Das Wandtafelwerk für Schule und Haus 1903–1916, Bibliothek der Provinz, Wien / Weitra 2015
- Martin Kohlbauer. A Viennese Architect, Basel 2016
- Kunstschau Wien 1908, Bibliothek der Provinz, Weitra 2016
- L’Autriche à Paris 1925 – Österreich auf der Kunstgewerbeausstellung in Paris, Bibliothek der Provinz, Weitra 2018
- Co-Herausgeber und Verfasser einige Aufsätze in: Markus Kristan, Sylvia Mattl-Wurm, Gerhard Murauer (Hg.): Adolf Loos. Schriften, Briefe, Dokumente aus der Wienbibliothek im Rathaus, Wien 2018
- Markus Kristan (Text), Thomas Posch (Recherche), Christoph Hölz (Redaktion): Philipp Ginther. Ein Architekt aus Tirol. 1905–1991, Innsbruck 2021
- Ein Pionier der Moderne. Josef Hoffmann und die internationale Kunstpublizistik, in: Christoph Thun-Hohenstein, Matthias Boeckl, Rainald Franz, Christian Witt-Dörring: Josef Hoffmann. 1870–1958. Fortschritt durch Schönheit. Das Handbuch zum Werk, Basel 2021, S. 435–437
- Edle Einfalt, still Größe, in: Arnulf Rainer Museum (Hg.): 200 Jahre Frauenbad. Baukultur und Kunstbetrieb in der Kurstadt Baden bei Wien, Deutscher Kunstverlag, Baden 2021, S. 155–169
- Das neue Regierungsviertel in St. Pölten, in: Elisabeth Loinig (Hg.): Altes Landhaus Wien – Regierungsviertel St. Pölten (= Niederösterreichische Kulturwege, Bd. 55), St. Pölten 2021, S. 26–47
- Hubert Gessner: Buildings for Industry, in: Lukáš Beran (Hg.): Industrial Architecture: Designers and Plans (Industriální architektura: Tvurci a plány), Ausst.-Kat. Der Ausstellung “Industrial Archicture in Old Plans and New Media”, Gallery of National Technical Library in Prague, Prag 2022, S. 64–85
- Eugenie Pippal-Kottnig.1921–1998, in: Ingrid Holzschuh, Sabine Plakolm-Forsthuber (Hg.): Pionierinnen der Wiener Architektur, Basel 2022
- City Loft Art (Hg.): Die Schokoladenfabrik am Gaudenzdorfer Gürtel, in: Schoko-Fabrik. Die Revitalisierung der Stollwerck-Schokoladenfabrik am Gaudenzdorfer Gürtel, Wien 2022, S. 14–38
- Die Rahmen- und Leistenfabrik Max Welz. Historismus – Wiener Werkstätte – Nachkriegszeit, in: Österreichische Zeitschrift für Kunst und Denkmalpflege, LXXVII. Jg., Heft 1, Wien 2023, S. 57–71
- Der späte Josef Hoffmann – Wiener Kunsthandwerk nach 1932, von Markus Kristan und Franz M. Bogner, 2023
- Charles de Moreau – der französische Klassizismus in Österreich, Teil 1, in: architekturgeschichte.at, 21. Februar 2024
- Wilhelm Holzbauer – Schriften zur Architektur, Markus Kristan und Dimitris Manikas Manikas (Herausgeberschaft, Redaktion, Autoren), Luxemburg / Salzburg 2024
- Markus Kristan (Hg., Vorwort): Otto Häuselmayer. Architekt: Das zeichnerische Werk. 1970–2022, Wien / Köln / Weimar 2024
- Markus Kristan (Hg.): Josef Hoffmann. Essays & Texte, Bibliothek der Provinz, Weitra 2024
- Markus Kristan: Schwarz – Braun – Rot. Architektur in Wien 1938–1945, Wien 2024
- Markus Kristan (Hg. und einleitender Essay „Spaziergang zu den Bauten von NMPB-Architekten“): NMPB-Architekten. Angemessen und Nachhaltig, Wien 2024

## Ausstellungen (Auswahl)
Kristan kuratiert seit 1992 regelmäßig Ausstellungen
- Oskar Marmorek Architekt und Zionist, Veranstalter: Jüdisches Museum der Stadt Wien, Ort: Palais Eskeles, Dorotheergasse 11, A-1010 Wien, Zeit: 11. Juli – 14. September 1997
- Das Café Museum von Adolf Loos. Gemeinsam mit Eva B. Ottillinger. Veranstalter: Kaiserliches Hofmobiliendepot in Kooperation mit der Graphischen Sammlung Albertina, Ort: Kaiserliches Hofmobiliendepot, Andreasgasse 7, A-1070 Wien, Zeit: 30.03.-21.05.2000
- Josef Hoffmann und die Villenkolonie auf der Hohen Warte. Sonderausstellung anlässlich der Wiener Internationalen Kunst- und Antiquitätenmesse 2007 im Palais Niederösterreich, Herrengasse 13, 1.–11. November 2007
- Kunst-Schauen Wien 1908. Sonderausstellung anlässlich der Wiener Internationalen Kunst- und Antiquitätenmesse 2008 im Palais Niederösterreich, Herrengasse 13, 30. 10. – 09. 11. 2008
- Oskar Laske als Architekt. Sonderausstellung anlässlich der Wiener Internationalen Kunst- und Antiquitätenmesse 2010 im Künstlerhaus, Karlsplatz 5, 17. – 25. 04. 2010
- Looshaus. Vom Skandal zum Baudenkmal. „Dauer“-Ausstellung im Erdgeschoß des Looshauses, 1010 Wien, Michaelerplatz 3, Beginn anlässlich des Tages des Denkmals, 26. 09. 2010 (gemeinsam mit Hannes Etzlstorfer und Reinhard Pühringer)
- Adolf Loos. Privathäuser. Ausstellung im MAK – Museum für angewandte Kunst Wien anlässlich des 150. Geburtstages von Adolf Loos am 10. Dezember 2020. Vom 1. Dezember 2020 bis 14. März 2021, gemeinsam mit Rainald Franz
- 200 Jahre Frauenbad in Baden. Ausstellung als Co-Kurator von Matthias Boeckl im Frauenbad in Baden anlässlich von dessen 200. „Geburtstag“, 21. September 2021 bis 13. Februar 2022
- Im Zeichen des Kreises (In the Sign of the Circle). Die Architektur des Landesstudios Linz von / Architecture by Gustav Peichl, 1972, Kuratiert von / Curated by Markus Kristan. Abteilung der Ausstellung „50 Jahre ORF Oberösterreich“ im Museum Francisco-Carolinum, Linz, 6. Oktober 2022 bis 8. Jänner 2023, Museumsstraße 14, 4020 Linz

## Auftritt in Film und TV (Auswahl)
- Das Palais Sturany am Schottenring 21 von Helmer & Fellner, Interview für ORF (Wien heute) anlässlich des geplanten Verkaufs des Palais am 18. März 2011
- Interview über die Hammerbrotwerke in Schwechat von ORF NÖ für Soravia Group am 13. September 2018
- Interviews für den Film „Otto Wagner – Visionär der Moderne“ (für „tv and more.net TV- und InternetproduktionsgmbH“), 2019
- Interviews für den Film „Adolf Loos – Visionär und Provokateur“ (für „tv and more.net TV- und InternetproduktionsgmbH“), 2020
- Führung zu vier Loosbauten in der Wiener Innenstadt im Rahmen des Films „Dancing Loos“, einem Projekt des Österreichischen Kulturforums in Brüssel, ab 13. Oktober 2020 online
- Interviews für einen Film über den Hagenbund (Affenhaus im Tiergarten Schönbrunn, Rathauskeller mit Bürgermeister Michael Ludwig, Skulptur „Befreiung der Quelle“ im Stadtpark, Ottohaus auf der Rax), 2021
- Interviews für den Film „Josef Hoffmann – Auf der Suche nach Schönheit“ (für „tv and more.net TV- und InternetproduktionsgmbH“), 2021
- Erklärungen zu Werken von Künstlern des Hagenbundes im öffentlichen Raum (Wien und Rax) im Film: „Der Hagenbund – Die verlorene Moderne“ (in ORF III am 26. April 2022, 23 Uhr 30, und ab 27. April 2022 auf YouTube abrufbar)
- Interview mit Alex Jokel von ORF für die Sendung „Wien heute“ über Oskar Marmorek und das Café Rüdigerhof, ausgestrahlt am 8. Juli 2023, 19 Uhr, in ORF 2 „Wien heute“
- Leopold Bauer 1918, Schifffahrts-Gebäude am Donauhafen in Kaisermühlen bei der „Kronprinz Rudolph-Brücke“ (Seit 1919 „Reichsbrücke“), Interview für den Film „Wien, wie es niemals war“, für „Kurt Mayer Film“, Erstausstrahlung: Teil 1 am Di, 17. 10. 2023, 20:15, ORF III; Teil 2 am Di, 24. 10. 2023, 20:15, ORF III
- Interview zum Thema „Entwicklung Favoriten“ in: Erbe Österreich; Bezirksgeschichten – Favoriten, Regie: Philipp Dornauer, Erstausstrahlung am Dienstag, 19. November 2024, 20:25, ORF III